# Chattancourt
Chattancourt è un comune francese di 177 abitanti situato nel dipartimento della Mosa nella regione del Grand Est.

## Società

### Evoluzione demografica
Abitanti censiti